# Barak Hiram

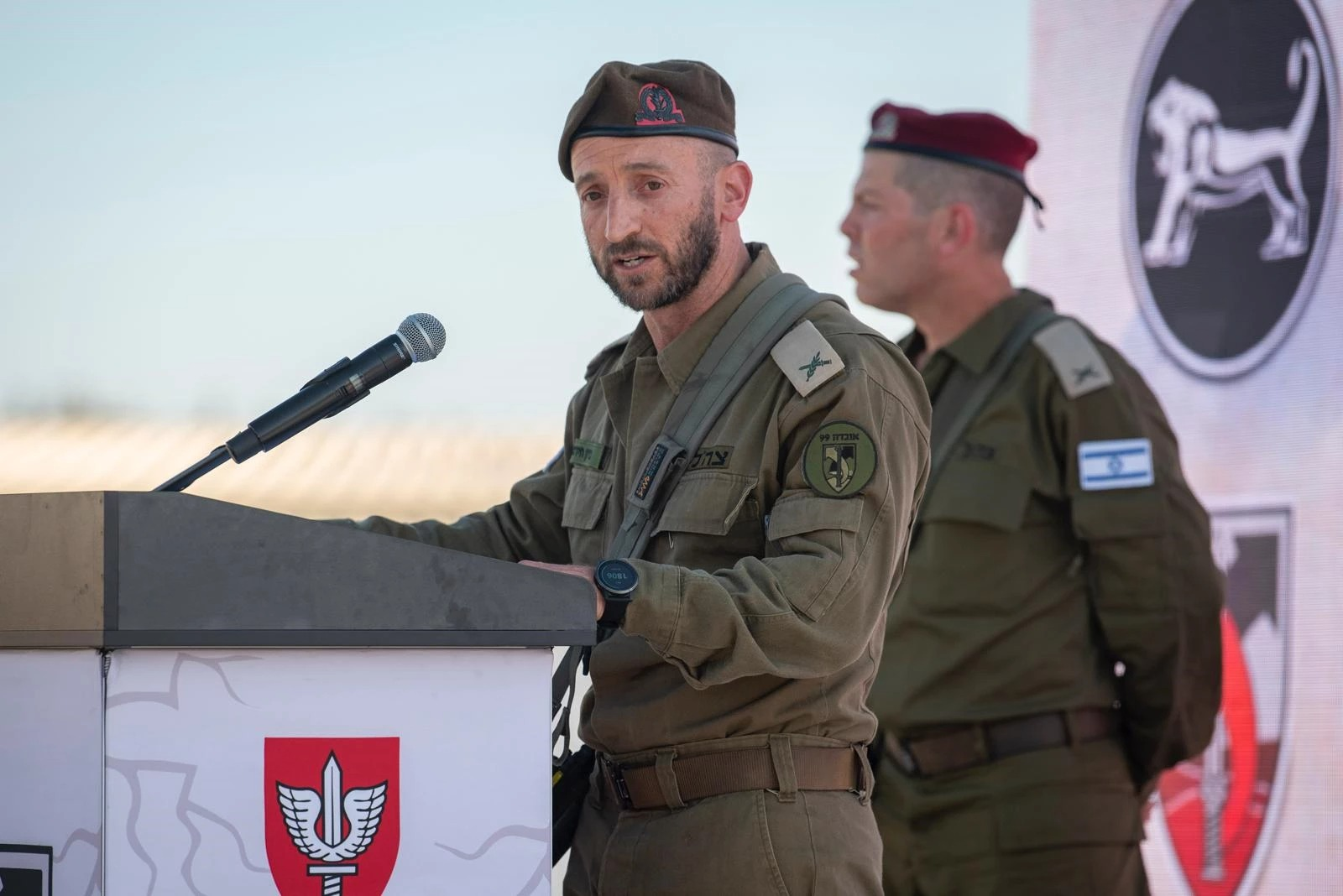
Barak Hiram (2024)

Barak Hiram (hebräisch בָּרָק חִירָם Baraq Chiram, in Sprachen ohne den Laut ch (IPA χ): auch Hiram; geboren 18. Juni 1979 in Haifa) ist ein Brigadegeneral der Israelischen Verteidigungsstreitkräfte (IDF) und seit September 2024 Kommandeur der 143. Division des Südkommandos, bekannt als Gaza- oder Feuerfuchs-Division.

## Karriere
Hiram trat 1997 der Kommandoeinheit Egoz bei und nahm als Zugführer am Libanonkrieg 2006 teil, wo er während einer Schlacht in der südlibanesischen Stadt Haddatha schwer verwundet wurde und ein Auge verlor. Ein Jahr nach Kriegsende erhielt er eine Tapferkeitsauszeichnung und wurde zum Kommandeur der Guerillakriegsschule von Egoz ernannt. Anschließend war er stellvertretender Kommandeur des 12. Bataillons der geschichtsträchtigen Golani-Brigade, studierte an der Kommando- und Stabsakademie der IDF und wurde 2014 zum Kommandeur des 51. Bataillons der Golani-Brigade ernannt. Später befehligte er den Ausbildungsstützpunkt für Urbane Kriegsführung in Zeʾelim und erhielt am 16. September 2019 das Oberkommando über die gesamte Golani-Brigade.
Während des Terrorangriffs der Hamas auf Israel am 7. Oktober 2023 war er seit 11. August 2022 Kommandant der rund 20.000 Soldaten starken 99. IDF-Infanteriedivision, welche den Kibbuz Bet Kama sicherte, sowie später in die Kämpfe zur Verteidigung und Rückeroberung von Netivot, Saʿad, Beʾeri, Alumim und Reʿim eingriff. Während der Rückeroberung von Beʾeri befahl Hiram den Beschuss eines Hauses, in welchem sich Terroristen mit 14 Geiseln verschanzt hatten, von denen im Zuge der Rückeroberung nur zwei überlebten. Barak Hiram sprach später gegenüber der New York Times von einer komplexen Geiselnahmesituation, in der Bewaffnete der Hamas die Geiseln als menschliche Schutzschilde benutzt hätten. Laut IDF-Untersuchung starb mindestens eine der Geiseln durch den israelischen Beschuss, während die anderen Geiseln wahrscheinlich von den Terroristen ermordet wurden. Dazu seien weitere Untersuchungen und Überprüfungen notwendig. Aufgrund dieses Vorfalls wurde zu einer im Juli 2023 geschlossenen Vereinbarung, dass Hiram das Kommando über die 143. „Gaza-Division“ der IDF übernehmen solle, in nichtöffentlicher Diskussion die Möglichkeit angedeutet, ihm anstelle des Divisionskommandos eine Stabsfunktion zuzuweisen. Die IDF-Untersuchung zur Schlacht bei Beʾeri sprach Hiram jedoch von jeglichem Fehlverhalten frei.
Nach der Rückeroberung des israelischen Staatsgebietes übernahm seine 99. Infanteriedivision eine Schlüsselrolle bei der folgenden Militäroperation „Eiserne Schwerter“, dem Einmarsch der IDF in den Gazastreifen. Während der ersten Monate der Bodenoffensive war die Division mit dem sogenannten Netzarim-Korridor im zentralen Gazastreifen betraut, welcher im Wesentlichen die israelischen Grenzgebiete in der Nähe des Kibbuz Beʾeri mit dem Mittelmeer verbindet und Gaza-Stadt vom Zentrum des Gazastreifens trennt. Der Korridor ermöglicht es der Armee, Angriffe im Norden und Zentrum des Gazastreifens durchzuführen, während gleichzeitig der Zugang zum Norden für Palästinenser aus dem Süden kontrolliert werden kann. Später beteiligte sich die Division bei Operationen im Bereich von Gaza-Stadt, nachdem die Hamas in einige der bereits zuvor gesicherten Gebiete zurückgekehrt war. Kritik erhielt Hiram für die eigenmächtige Sprengung der Universität Al-Israa, der letzten noch bestehenden Universität in Gaza. Selbst die US-Regierung ersuchte um Klarstellung. Die IDF-Untersuchung ergab, dass die Hamas das Gebäude und seine Umgebung für militärische Aktivitäten nutzte, die Zerstörung der Universität jedoch ohne die erforderlichen Genehmigungsverfahren durchgeführt wurde, worauf Hiram vom Leiter des IDF-Südkommandos, Generalmajor Yaron Finkelstein, diszipliniert wurde. Trotz des Vorfalls beschloss Ministerpräsident Benjamin Netanjahu, Hiram für die Stelle seines Militärsekretärs zu interviewen, welche jedoch im April 2024 mit Roman Gofman besetzt wurde.
Hiram wurde stattdessen am 30. Juli 2024 von IDF-Generalstabschef Herzi Halewi zum Kommandeur der Gaza-Division ernannt, der die Sicherung der Grenze zum Gazastreifen obliegt, und übernahm das Kommando am 2. September 2024. Nach der abgeschlossenen Rafah-Offensive übernahm die Gaza-Division Anfang Oktober 2024 die Sicherung des Gebietes der südlichsten Stadt in Gaza an der Grenze zu Ägypten, nachdem die zuvor dort eingesetzte 162. Division nach Dschabaliya im nördlichen Gazastreifen verlegt wurde. Die Truppen der Gaza-Division führten auch weiterhin Suchaktionen durch und töteten dabei unter anderem am 16. Oktober den Hamas-Führer Yahya Sinwar in einem Gebäude in Rafah. Der IDF-Generalstabschef Herzi Halewi besuchte am 17. Oktober zusammen mit Hiram jenen Ort, an dem Sinwar getötet worden war und lobte die Entscheidung des Südkommandos und der Gaza-Division, das Territorium von Rafah zu halten und dort aktiv zu operieren.
Nach der Wiederaufnahme der Kampfhandlungen mit der Hamas besichtigte der neue IDF-Generalstabschef Eyal Zamir am 18. März 2025 das Gebiet Rafah, wo er, begleitet von Barak Hiram, die Einsatzpläne und Verteidigungsvorbereitungen überprüfte.